# Selección de fútbol sub-18 de Inglaterra
La selección de fútbol sub-18 de Inglaterra, también conocido como Inglaterra sub-18 o Inglaterra U18(s), representa a Inglaterra en el fútbol juvenil de 18 años y está controlado por la Football Association, el organismo rector del fútbol en Inglaterra. El equipo está dirigido por Kevin Betsy.
El equipo compitió en el Torneo Juvenil Internacional de la FIFA (luego asumido por la UEFA) y su sucesor, el Campeonato de Europa Sub-18 de la UEFA, y a menudo se lo llamaba Inglaterra Juvenil. Después de que el torneo pasó a llamarse Campeonato de Europa Sub-18, Inglaterra ganó dos veces más, en 1980 y 1993. En 2001, las reglas de elegibilidad cambiaron y la competición fue rebautizada como Campeonato Europeo de la UEFA Sub-19.
Hoy en día, el estandarte de menores de 18 años se utiliza para participar en amistosos internacionales. El Torneo Esperanzas de Toulon de 2017 también estuvo compuesto en gran parte por jugadores menores de 18 años.

## Participaciones

### Torneo Juvenil de la FIFA
| Año   | Resultado        | Pos.           |
| ----- | ---------------- | -------------- |
| 1948  | Campeón          | Medalla de oro |
| 1949  | Por el 5° lugar  | 5°             |
| 1950  | Por el 5° lugar  | 5°             |
| 1951  | Por el 5° lugar  | 5°             |
| 1952  | Por el 3° lugar  | 4°             |
| 1953  | Por el 5° lugar  | 5°             |
| 1954  | Por el 12° lugar | 12°            |
| Total | 1 título         | 7/7            |

### Torneo Juvenil de la UEFA
| Año   | Resultado         | Pos.              |
| ----- | ----------------- | ----------------- |
| 1955  | Fase de grupos    | 9°                |
| 1956  | Fase de grupos    | 11°               |
| 1957  | Fase de grupos    | 13°               |
| 1958  | Final             | Medalla de plata  |
| 1959  | Fase de grupos    | 10°               |
| 1960  | Fase de grupos    | 11°               |
| 1961  | Fase de grupos    | 12°               |
| 1962  | Fase de grupos    | 19°               |
| 1963  | Campeón           | Medalla de oro    |
| 1964  | Campeón           | Medalla de oro    |
| 1965  | Final             | Medalla de plata  |
| 1966  | Fase de grupos    | 14°               |
| 1967  | Final             | Medalla de plata  |
| 1968  | Fase de grupos    | 7°                |
| 1969  | Fase de grupos    | 5°                |
| 1970  | Fase eliminatoria | Fase eliminatoria |
| 1971  | Campeón           | Medalla de oro    |
| 1972  | Campeón           | Medalla de oro    |
| 1973  | Campeón           | Medalla de oro    |
| 1974  | Fase eliminatoria | Fase eliminatoria |
| 1975  | Campeón           | Medalla de oro    |
| 1976  | Fase eliminatoria | Fase eliminatoria |
| 1977  | Fase de grupos    | 6°                |
| 1978  | Fase de grupos    | 9°                |
| 1979  | Por el 3° lugar   | Medalla de bronce |
| 1980  | Campeón           | Medalla de oro    |
| Total | 7 títulos         | 23/26             |

### Campeonato Europeo Sub-18
| Año   | Resultado         | Pos.              |
| ----- | ----------------- | ----------------- |
| 1981  | Fase de grupos    | 11°               |
| 1982  | Fase eliminatoria | Fase eliminatoria |
| 1983  | Por el 3° lugar   | Medalla de bronce |
| 1984  | Fase de grupos    | 5°                |
| 1986  | Fase eliminatoria | Fase eliminatoria |
| 1988  | No participó      | No participó      |
| 1990  | Por el 3° lugar   | 4°                |
| 1992  | Por el 3° lugar   | 4°                |
| 1993  | Campeón           | Medalla de oro    |
| 1994  | Fase eliminatoria | Fase eliminatoria |
| 1995  | Fase eliminatoria | Fase eliminatoria |
| 1996  | Por el 3° lugar   | Medalla de bronce |
| 1997  | Fase eliminatoria | Fase eliminatoria |
| 1998  | Fase de grupos    | 6°                |
| 1999  | Fase eliminatoria | Fase eliminatoria |
| 2001  | Fase eliminatoria | Fase eliminatoria |
| Total | 1 título          | 8/17              |

## Jugadores

### Plantilla reciente
Los siguientes jugadores fueron nombrados en el equipo para un partido contra Gales el 29 de marzo de 2021.
| No. | Pos.           | Nombre              | Fecha de nacimiento (edad)         | Equipo               |
| -   | Portero        | Coniah Boyce-Clarke | 1º de marzo de 2003 (18 años)      | Reading              |
| 1   | Portero        | Hubert Graczyk      | 28 de febrero de 2003 (18 años)    | Arsenal              |
| -   | Portero        | Filip Marschall     | 24 de abril de 2003 (17 años)      | Aston Villa          |
| -   | Portero        | Adam Richardson     | 7 de septiembre de 2003 (17 años)  | Sunderland           |
| -   | Defensa        | Levi Colwill        | 26 de febrero de 2003 (18 años)    | Chelsea              |
| 21  | Defensa        | Callum Doyle        | 3 de octubre de 2003 (17 años)     | Manchester City      |
| 4   | Defensa        | Conrad Egan-Riley   | 2 de enero de 2003 (18 años)       | Manchester City      |
| 5   | Defensa        | William Fish        | 17 de febrero de 2003 (18 años)    | Manchester United    |
| 18  | Defensa        | Ethan Ingram        | 16 de abril de 2003 (17 años)      | West Bromwich Albion |
| 3   | Defensa        | James Norris        | 4 de abril de 2003 (17 años)       | Liverpool            |
| 2   | Defensa        | Daniel Oyegoke      | 3 de enero de 2003 (18 años)       | Arsenal              |
| 6   | Defensa        | Jarell Quansah      | 29 de enero de 2003 (18 años)      | Liverpool            |
| 20  | Centrocampista | James Balagizi      | 20 de septiembre de 2003 (17 años) | Liverpool            |
| 14  | Centrocampista | Carney Chukwuemeka  | 20 de octubre de 2003 (17 años)    | Aston Villa          |
| 16  | Centrocampista | Aaron Ramsey        | 21 de enero de 2003 (18 años)      | Aston Villa          |
| 8   | Centrocampista | Alex Robertson      | 16 de abril de 2003 (17 años)      | Manchester City      |
| 15  | Centrocampista | Alex Scott          | -                                  | Bristol City         |
| 23  | Delantero      | Kwadwo Baah         | 27 de enero de 2003 (18 años)      | Rochdale             |
| 11  | Delantero      | Louie Barry         | 21 de junio de 2003 (17 años)      | Aston Villa          |
| 9   | Delantero      | Liam Delap          | 8 de febrero de 2003 (18 años)     | Manchester City      |
| 7   | Delantero      | Karamoko Dembélé    | 22 de febrero de 2003 (18 años)    | Celtic               |
| 17  | Delantero      | Samuel Edozie       | 28 de enero de 2003 (18 años)      | Manchester City      |
| 19  | Delantero      | Daniel Jebbison     | 11 de julio de 2003 (17 años)      | Sheffield United     |
| 10  | Delantero      | Shola Shoretire     | 2 de febrero de 2004 (17 años)     | Manchester United    |

### Llamados recientes
Los siguientes jugadores han sido convocados previamente para el equipo sub-18 de Inglaterra y siguen siendo elegibles.
| Pos.           | Nombre                  | Fecha de nacimiento (edad)         | Pdos. | Goles | Equipo            | Última convocatoria                            |
| Portero        | Matthew Cox             | 2 de mayo de 2003 (17 años)        | -     | -     | AFC Wimbledon     | Campamento de entrenamiento, octubre de 2020   |
| Portero        | Owen Goodman            | 27 de noviembre de 2003 (17 años)  | -     | -     | Crystal Palace    | Campamento de entrenamiento, noviembre de 2020 |
| Portero        | Tobi Oluwayemi          | 8 de mayo de 2003 (17 años)        | -     | -     | Celtic            | Campamento de entrenamiento, noviembre de 2020 |
| Portero        | Teddy Sharman-Lowe      | 19 de enero de 2003 (18 años)      | -     | -     | Chelsea           | Campamento de entrenamiento, noviembre de 2020 |
| Defensa        | Neslon Abbey            | 28 de agosto de 2003 (17 años)     | -     | -     | Reading           | Campamento de entrenamiento, noviembre de 2020 |
| Defensa        | Jamal Baptiste          | 11 de noviembre de 2003 (17 años)  | -     | -     | West Ham United   | Campamento de entrenamiento, octubre de 2020   |
| Defensa        | Finley Burns            | 17 de junio de 2003 (17 años)      | -     | -     | Manchester City   | Campamento de entrenamiento, octubre de 2020   |
| Defensa        | Bashir Humphreys        | 15 de marzo de 2003 (18 años)      | -     | -     | Chelsea           | Campamento de entrenamiento, octubre de 2020   |
| Defensa        | Luke Mbete-Tabu         | 18 de septiembre de 2003 (17 años) | -     | -     | Manchester City   | Campamento de entrenamiento, noviembre de 2020 |
| Defensa        | Logan Pye               | 26 de octubre de 2003 (17 años)    | -     | -     | Manchester United | Campamento de entrenamiento, noviembre de 2020 |
| Defensa        | Sebastian Revan         | 14 de julio de 2003 (17 años)      | -     | -     | Aston Villa       | Campamento de entrenamiento, octubre de 2020   |
| Defensa        | Imari-Narain Samuels    | 5 de febrero de 2003 (18 años)     | -     | -     | Reading           | Campamento de entrenamiento, octubre de 2020   |
| Centrocampista | Barriles Chauke         | 8 de enero de 2003 (18 años)       | -     | -     | Southampton       | Campamento de entrenamiento, noviembre de 2020 |
| Centrocampista | Omari Giraud-Hutchinson | 29 de octubre de 2003 (17 años)    | -     | -     | Arsenal           | Campamento de entrenamiento, octubre de 2020   |
| Centrocampista | Nile John               | 6 de marzo de 2003 (18 años)       | -     | -     | Tottenham Hotspur | Campamento de entrenamiento, noviembre de 2020 |
| Centrocampista | Tyler Onyango           | 4 de marzo de 2003 (18 años)       | -     | -     | Everton           | Campamento de entrenamiento, noviembre de 2020 |
| Centrocampista | Charlie Patiño          | 17 de octubre de 2003 (17 años)    | -     | -     | Arsenal           | Campamento de entrenamiento, octubre de 2020   |
| Centrocampista | Xavier Simons           | 20 de febrero de 2003 (18 años)    | -     | -     | Chelsea           | Campamento de entrenamiento, octubre de 2020   |
| Centrocampista | Harvey Vale             | 11 de septiembre de 2003 (17 años) | -     | -     | Chelsea           | Campamento de entrenamiento, noviembre de 2020 |
| Delantero      | Lewis Dobbin            | 3 de enero de 2003 (18 años)       | -     | -     | Everton           | Campamento de entrenamiento, noviembre de 2020 |
| Delantero      | Joseph Hugill           | 19 de octubre de 2003 (17 años)    | -     | -     | Manchester United | Campamento de entrenamiento, octubre de 2020   |